# Abeokuta
Abeokuta (Yoruba voor toevlucht tussen de rotsen) is een stad in de staat Ogun in het zuidwesten van Nigeria. De stad had in 2022 naar schatting 735.000 inwoners.
Abeokuta is een satellietstad op 70 kilometer afstand van de hoofdstad Lagos.
De stad is zetel van een rooms-katholiek bisdom.

## Geschiedenis
De stad werd rond 1825 gesticht door de Yoruba-stam van de Egba als verdedigingsplaats tegen overvallen van slavenhandelaren uit Dahomey. Koning Glélé van Dahomey (1858-1889) slaagde er niet in de stad in te nemen tijdens een raid.

## Geboren
- Bola Ajibola (1934-2023), politicus en rechter
- Wole Soyinka (1934), schrijver, dichter, toneelschrijver en Nobelprijswinnaar (1986)
- Olusegun Obasanjo (1937), president van Nigeria (1976-1979, 1999-2007)
- Fela Kuti (1938), saxofoonspeler
- Muda Lawal (1954-1991), voetballer